# Sierra County, New Mexico
Sierra County är ett administrativt område i delstaten New Mexico, USA, med 11 988 invånare. Den administrativa huvudorten (county seat) är Truth or Consequences. 

## Geografi
Enligt United States Census Bureau har countyt en total area på 10 971 km². 10 826 km² av den arean är land och 145 km²  är vatten. 

### Angränsande countyn
- Catron County, New Mexico - nordväst
- Socorro County, New Mexico - nord
- Lincoln County, New Mexico - nordöst
- Otero County, New Mexico - öst
- Doña Ana County, New Mexico - syd
- Luna County, New Mexico - syd
- Grant County, New Mexico - väst